# El Tello
El Tello es un Paraje Natural Municipal situado en el monte del mismo nombre, en el término municipal de Llombai en la provincia de Valencia. Fue declarado Paraje Natural Municipal por Acuerdo del Consejo de la Generalidad Valenciana de fecha 6 de mayo de 2005.
Ocupa una extensión de 1.065,31ha, abarcando el monte de El Tello (361m) y terrenos colindantes. La vegetación de la zona se compone de pinar, monte bajo y cultivos de secano.
En este paraje se encuentra el Castillo de Aledua, declarado Bien de Interés Cultural.
- Datos: Q5823486